# Wereldkampioenschappen synchroonzwemmen 2011
De wereldkampioenschappen synchroonzwemmen 2011 werden van 17 tot en met 23 juli 2011 gehouden in het Shanghai Oriental Sports Center in Shanghai, China. Het toernooi was integraal onderdeel van de wereldkampioenschappen zwemsporten 2011.

## Programma
| V | Voorronde | Goud | Finale |

| Onderdeel          | Juli | Juli | Juli | Juli | Juli | Juli | Juli | Juli | Juli |
| Onderdeel          | 17   | 17   | 18   | 19   | 20   | 20   | 21   | 22   | 23   |
| Solo               | Solo | Solo | Solo | Solo | Solo | Solo | Solo | Solo | Solo |
| ------------------ | ---- | ---- | ---- | ---- | ---- | ---- | ---- | ---- | ---- |
| Technische routine | V    | Goud |      |      |      |      |      |      |      |
| Vrije routine      |      |      |      |      | V    | Goud |      |      |      |
| Duet               |      |      |      |      |      |      |      |      |      |
| Technische routine | V    | V    | Goud |      |      |      |      |      |      |
| Vrije routine      |      |      |      | V    |      |      |      | Goud |      |
| Team               |      |      |      |      |      |      |      |      |      |
| Technische routine |      |      | V    | Goud |      |      |      |      |      |
| Vrije routine      |      |      |      |      | V    | V    |      |      | Goud |
| Vrije combinatie   |      |      |      | V    |      |      | Goud |      |      |
| Totaal             | 1    | 1    | 1    | 1    | 1    | 1    | 1    | 1    | 1    |

## Medailles
| Onderdeel          | Goud | Goud | Zilver                                                                                           | Zilver | Brons | Brons |
| Solo               | Solo | Solo | Solo                                                                                             | Solo   | Solo | Solo  |
| ------------------ | --- | ---- | ------------------------------------------------------------------------------------------------ | ------ | --- | ----- |
| Technische routine | Natalja Isjtsjenko | RUS  | Huang Xuechen                                                                                    | CHN    | Andrea Fuentes | ESP   |
| Vrije routine      | Natalja Isjtsjenko | RUS  | Andrea Fuentes                                                                                   | ESP    | Sun Wenyan | CHN   |
| Duet               | |      |                                                                                                  |        | |       |
| Technische routine | Natalja Isjtsjenko Svetlana Romasjina | RUS  | Huang Xuechen Liu Ou                                                                             | CHN    | Ona Carbonell Andrea Fuentes | ESP   |
| Vrije routine      | Natalja Isjtsjenko Svetlana Romasjina | RUS  | Jiang Tingting Jiang Wenwen                                                                      | CHN    | Ona Carbonell Andrea Fuentes | ESP   |
| Team               | |      |                                                                                                  |        | |       |
| Technische routine | Anastasia Davydova Maria Gromova Elvira Chasjanova Svetlana Kolesnitsjenko Darja Korobova Aleksandra Patskevitsj Alla Sjisjkina Anzjelika Timanina                                       | RUS  | Chang Si Huang Xuechen Jiang Tingting Jiang Wenwen Liu Ou Luo Xi Sun Wenyan Wu Yiwen             | CHN    | Clara Basiana Alba María Cabello Ona Carbonell Marga Crespi Andrea Fuentes Thaïs Henríquez Paula Klamburg Cristina Salvador                                            | ESP   |
| Vrije routine      | Anastasia Davydova Natalja Isjtsjenko Elvira Chasjanova Svetlana Kolesnitsjenko Darja Korobova Aleksandra Patskevitsj Alla Sjisjkina Anzjelika Timanina                                  | RUS  | Chang Si Huang Xuechen Jiang Tingting Jiang Wenwen Liu Ou Luo Xi Sun Wenyan Wu Yiwen             | CHN    | Clara Basiana Alba María Cabello Ona Carbonell Marga Crespi Andrea Fuentes Thaïs Henríquez Paula Klamburg Irene Montrucchio                                            | ESP   |
| Combinatie         | Anastasia Davydova Maria Gromova Natalja Isjtsjenko Elvira Chasjanova Svetlana Kolesnitsjenko Darja Korobova Aleksandra Patskevitsj Svetlana Romasjina Alla Sjisjkina Anzjelika Timanina | RUS  | Chang Si Chen Xiaojun Fan Jiachen Guo Li Huang Xuechen Liu Ou Luo Xi Sun Wenyan Wu Yiwen Yu Lele | CHN    | Genevieve Belanger Marie-Pier Boudreau Gagnon Stephanie Durocher Jo-Annie Fortin Chloe Isaac Stephanie Leclair Tracy Little Elise Marcotte Karine Thomas Valerie Welsh | CAN   |

### Medaillespiegel
| Plaats | Land    | Goud | Zilver | Brons | Totaal |
| 1      | Rusland | 7    | 0      | 0     | 7      |
| 2      | China   | 0    | 6      | 1     | 7      |
| 3      | Spanje  | 0    | 1      | 5     | 6      |
| 4      | Canada  | 0    | 0      | 1     | 1      |
| Totaal | Totaal  | 7    | 7      | 7     | 21     |